# Групповое кольцо
Групповое кольцо — это кольцо, являющееся в то же время свободным модулем, которое можно построить по данному кольцу и данной группе. Неформально говоря, групповое кольцо {\displaystyle K[G]} — это свободный модуль над кольцом {\displaystyle K,} базис которого находится в биективном соответствии с элементами группы {\displaystyle G,} умножение базисных элементов определяется как умножение элементов группы, а на остальные элементы умножение «распространяется по линейности».
Аппарат групповых колец особенно полезен в теории представлений групп.

## Определение
Пусть {\displaystyle K} — кольцо, а {\displaystyle G} — группа. Тогда групповым кольцом {\displaystyle K[G]} называется множество конечных формальных сумм вида {\displaystyle \alpha =\sum _{g\in G}a_{g}g,\quad a_{g}\in K}, которые складываются и умножаются следующим образом:
Если {\displaystyle \alpha =\sum _{g\in G}a_{g}g,\ \beta =\sum _{g\in G}b_{g}g}, то
{\displaystyle \alpha +\beta =\sum _{g\in G}(a_{g}+b_{g})g}
{\displaystyle \alpha \cdot \beta =\sum _{g\in G}\left(\sum _{xy=g, \atop x,y\in G}a_{x}b_{y}\right)g}.

## Свойства
- Если {\displaystyle K} и {\displaystyle G} коммутативны, то {\displaystyle K[G]} коммутативно.
- Если {\displaystyle K} — кольцо с единицей, то {\displaystyle K[G]} — кольцо с единицей.
- Вложение {\displaystyle G} в {\displaystyle K[G]} образует базис группового кольца.
- Если {\displaystyle H} — подгруппа {\displaystyle G}, то {\displaystyle K[H]} — подкольцо кольца {\displaystyle K[G]}.
- Пусть {\displaystyle K} является полем, тогда каждому элементу {\displaystyle G} можно сопоставить линейное преобразование векторного пространства {\displaystyle K[G]} — умножение на соответствующий базисный вектор слева. Это сопоставление задаёт регулярное представление группы.